# Fórmula de reflexió
En matemàtiques, una fórmula de reflexió o relació de reflexió per a una funció f és una relació entre f(a - x) i f(x). És per tant, un cas especial d'equació funcional, i és molt comú en literatura matemàtica utilitzar el terme d'«equació funcional» per a referir-se a una «relació de reflexió».
Les fórmules de reflexió són comunament usades en el càlcul numèric de funcions especials. En efecte, una aproximació que requereix gran precisió o que únicament convergeix per a valors majors (o menors) que el punt reflectit de la funció (generalment en la part positiva de la meitat del pla complex), pot ser utilitzat per a obtenir els valors en la part del domini per als quals la funció inicial no estava definida.

## Formulacions conegudes
Les funcions parelles i imparelles satisfan relacions simples de reflexió entorn de a=0. Per a totes les funcions parelles,
{\displaystyle f(-x)=f(x),\,\!}
i per a totes les funcions imparelles,
{\displaystyle f(-x)=-f(x).\,\!}
Una famosa relació és la fórmula de reflexió d'Euler
{\displaystyle \Gamma (z)\Gamma (1-z)={\frac {\pi }{\sin {(\pi z)}}}\!}
per a la funció gamma Γ(z), donada per Leonhard Euler.
També hi ha una fórmula de reflexió general per al n-èsim ordre de la funció poligamma ψn(z),
{\displaystyle \psi ^{n}(1-z)+(-1)^{n+1}\psi ^{n}(z)=(-1)^{n}\pi {\frac {d^{n}}{dz^{n}}}\cot {(\pi z)}.\,\!}
La funció zeta de Riemann ζ(z) satisfà
{\displaystyle {\frac {\zeta (1-z)}{\zeta (z)}}={\frac {2\,\Gamma (z)}{(2\pi )^{z}}}\cos \left({\frac {\pi z}{2}}\right),\,\!}
i la funció xi de Riemann ξ(z) compleix que
{\displaystyle \xi (z)=\xi (1-z).\,\!}